# Liquirizia di Atri
La Liquirizia di Atri è un prodotto agroalimentare italiano coltivato ad Atri in Abruzzo con liquirizia fresca o essiccata e al suo estratto.

## Storia
La Liquirizia di Atri è coltivata in Abruzzo già dai tempi dei romani, e nel medioevo i frati già utilizzavano la stessa estraendo il succo; la regione Abruzzo è dopo la Calabria per produzione di liquirizia. Famosi in Italia sono i tronchetti di liquirizia della caramella Tabù prodotti dall'azienda R. De Rosa fondata nel 1836 ad Atri in Abruzzo.

## Produzione
La liquirizia di Atri è commercializzata nelle seguenti forme:
- rotelle
- bastoncini
- pesciolini
- confetti ripieni
- caramelle